# جائزة شانشلاني لأبحاث الصحة العالمية
جائزة شانشلاني لأبحاث الصحة العالمية هي جائزة العلوم الصحية الكندية التي تعترف بأبحاث الباحثين العالميين الرائدين في مجال الصحة العالمية. يتم اختيار تخصص في كل عام في الصحة العالمية (أي محددات الصحة وتطوير السياسات والحلول المبتكرة) من قِبَل لجنة المراجعة الداخلية في جامعة ماكماستر، ثم تختار لجنة المراجعة الباحث البارز على أساس المقابلة والتأثير في المجال. يتلقى المستلم جائزة مالية قدرها 25000 دولار وفرصة لتقديم نتائج أبحاثهم للباحثين والطلاب.
تمنح الجائزة فرصًا للتبادل العلمي غير الرسمي بين العالم / الباحثين وأعضاء هيئة التدريس، وزملاء ما بعد الدكتوراه، وطلاب الدراسات العليا وطلاب الدراسات الجامعية. تم إنشاء الجائزة من قبل عائلة شانشلاني من خلال هبة بقيمة مليون دولار أمريكي مع تبرع بقيمة 250,000 دولار في جامعة ماكماستر في عام 2012.

## الحائزون على الجائزة
- 2017: د. جون إيوانديس، تحسين الممارسات البحثية: التحدِ العالمي
- 2016: د. فيكرام باتيل،[2] الكلب الأسود: لماذا لا نهتم
- 2015: الأستاذ الدكتور أب أوسترهاوس،[3] رئيس قسم علم الفيروسات في إيراسموس مولودية روتردام
- 2014: الدكتور هانز روسلينغ الحاصل على الدكتوراه في الطب،[4] وأستاذ الصحة الدولية في معهد كارولينسكا
- 2012: الدكتور مادهوكار باي الحاصل على الدكتوراه في الطب،[5] وأستاذ مشارك في علم الأوبئة بجامعة ماكجيل، أحد المهووسين بمكافحة السل في الهند والدكتور نيكيكا بانت باي، الحاصل الدكتوراه في الطب[6] وأستاذ مشارك في جامعة ماكجيل، صاحب اختبارات نقطة الرعاية لفيروس نقص المناعة البشرية: الابتكار والتآزر والتأثير (جوائز مشتركة)